# Conte di Iveagh
Conte di Iveagh (comunemente pronunciato "eye-vee" (soprattutto a Dublino), o più correttamente "eye-vah") è un titolo nobiliare nel Pari del Regno Unito. È stato creato nel 1919 per l'uomo d'affari e filantropo Edward Guinness, I visconte di Iveagh. Era il terzo figlio di Sir Benjamin Guinness, I baronetto, di Ashford , e il pronipote di Arthur Guinness, il fondatore della birra Guinness.
Guinness era già stato creato un baronetto, di Castle Knock nella Contea di Dublino, nel 1885. Successivamente è stato fatto barone di Iveagh, di Iveagh nella Contea di Down, nel 1891, poi visconte di Iveagh, nel 1905, e visconte Elveden, di Elveden, nella Contea di Suffolk, nel 1919.

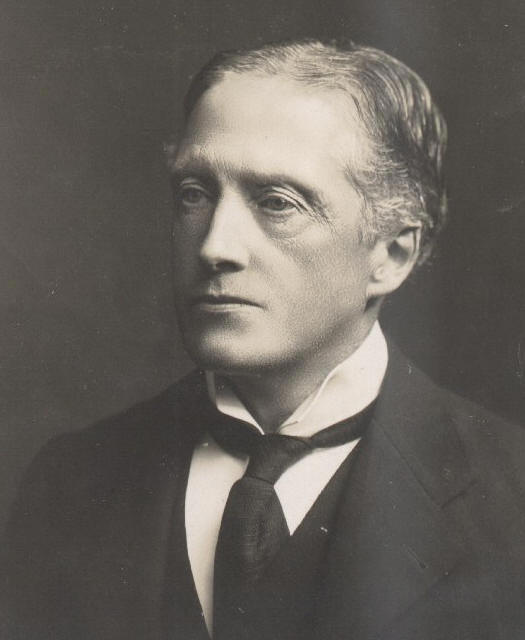
Edward Guinness, I conte di Iveagh

A partire dal 2014 i titoli sono tenuti da suo pro-pro-nipote, il quarto conte, succeduto al padre nel 1992.
La residenza ufficiale è Elveden Hall, vicino a Elveden, Suffolk.

## Conti di Iveagh (1919)
- Edward Guinness, I conte di Iveagh (1847–1927)
- Rupert Guinness, II conte di Iveagh (1874–1967)
- Benjamin Guinness, III conte di Iveagh (1937–1992)
- Edward Guinness, IV conte di Iveagh (1969)

L'erede è il figlio dell'attuale conte, Arthur Benjamin Geoffrey Guinness, visconte Elveden (2003).